# 다나시시
다나시시(일본어: 田無市)는 도쿄도에 있었던 시이다. 오메 가도와 도코로자와 가도가 교차하는 교통의 요충지이자 오메 가도의 역참 마을로서 에도 시대부터 번창했다. 도쿄도 특별구부에의 통근율은 44.7%(2000년 국세조사)였다.
도시는 2001년 1월 21일에 호야시와 합쳐져 니시토쿄시가 되었다.
전국에서도 사이타마현 와라비시, 사이타마현 하토가야시(2011년에 가와구치시에 합병해 동시에 복귀), 도쿄도 고마에시에 이어 4번째로 작은 시였다.

## 역사
오메 가도와 도코로자와 가도가 교차하는 교통의 요충지이자 오메 가도의 역참 마을로서 에도 시대부터 번창했다.
역참 마을로서 육운에 의해 발전하고 있었기 때문에 철도의 유치에 적극적이지 않고, 고부 철도(현재의 JR 주오 본선)의 개업으로 그 지위를 잃는다.그 다음은 세이부 철도 신주쿠선의 개통등으로 도쿄의 시가지가 되어, 쇼와 10년대부터, 대일본 시계(citizen 시계), 나카지마 항공 금속, 도요카즈 공업(이시카와지마 하리마 중공업)등의 공장이 설립되었다.태평양전쟁 후에는 일부 공장이 폐쇄됐지만 도쿄 도심의 베드타운으로 발전했다.
에도시대부터 상업적으로 발전하고 있었기 때문에 주변 지구가 여러 마을을 통합해 메이지 이후 마을을 형성한 반면 다나시는 에도에서 같은 시역으로 메이지 이후의 다나시 촌이 되었다.전국의 시에서, 복수의 대자(에 상당하는 구역)가 없는 유일한 시였다.이로 인해 메이지 20년대부터 여러 차례 인근 시정촌(市町村)과의 합병 검토가 이루어졌지만 2001년에 인접한 호야시(保谷市)와의 합병을 달성했다.
- 1889년 4월 1일 - 정촌제 시행으로, 다니시정이 성립하였다.
- 1893년 - 기타타마군이 도쿄부로 이관되어 도쿄부 기타타마군 소속이 되었다.
- 1927년 - 세이부 철도 개통, 다나시 역 개업하였다.
- 1943년 7월 1일 - 도쿄도제 시행에 의해 도쿄도의 소속이 되었다.
- 1967년 1월 1일 - 시제를 시행해, 다나시시가 되었다.
- 2001년 1월 21일 - 호야시와 합병해, 니시도쿄시가 성립하여, 동일 다나시시 폐지하였다.

## 같이 보기
- 다나시역

## 교통

### 도로
- 도쿄 도·사이타마 현도 4호 도쿄 도코로자와 선
- 도쿄 도도 5호 신주쿠 오메 선
- 도쿄 도도 245호 스기나미타나시 선
- 도쿄도 112호 히바리가오카 정거장선
- 도쿄도도 제12호선
- 도쿄 도도 132호 오가와야마타나시 선

### 철도
- 세이부 신주쿠선